# Chicoutimi-Saguenay (district électoral du Canada-Uni)
Pour les articles homonymes, voir Chicoutimi-Saguenay.
Circonscription électorale provinciale du Canada
Chicoutimi-Saguenay (nommé Chicoutimi et Tadoussac entre 1854 et 1858) est un district électoral de l'Assemblée législative de la province du Canada.

## Liste des députés
| Années | Années      | Député                 | Affiliation  |
| ------ | ----------- | ---------------------- | ------------ |
|        | 1854 - 1855 | Augustin-Norbert Morin | Réformiste   |
|        | 1855 - 1858 | David Edward Price     | Conservateur |
|        | 1858 - 1861 | David Edward Price     | Conservateur |
|        | 1861 - 1863 | David Edward Price     | Conservateur |
|        | 1863 - 1865 | David Edward Price     | Conservateur |
|        | 1865 - 1867 | Pierre-Alexis Tremblay | Libéral      |